# バラントレーの若殿
『バラントレーの若殿』（バラントレーのわかとの、原題：Master of Ballantrae）は、ロバート・ルイス・スティーヴンソンの小説。1888年11月から1889年10月まで、「スクリブナーズ・マガシン」に連載。副題は「冬の物語」（A Winter's Tale）。イギリスの歴史に題材を採り、架空の貴族であるデューリー家兄弟の確執が書かれている。
作中では20年におよぶ歳月を描き、舞台もイギリス・大西洋・アメリカと広い範囲に及ぶ。海賊や宝探しも登場する冒険小説でもある。忠実な老執事（バトラー）の回想という形で展開される。
単純な見方をすれば狡猾な兄と善良な弟の対決の話であるが、スティーブンソンのほかの作品でもよく見られるように人間性を掘り下げて描かれており単純な構図ではない。『ジキル博士とハイド氏』では一人の人物の中の善悪二重人格が描かれているが、『バラントレーの若殿』ではこれが1人の人物ではなく兄弟の相克として描かれている。

## 概要
スティーブンソンが題材としたのは1715年のジェームズ・フランシス・エドワード・ステュアート率いるジャコバイトの反乱である。このとき、スコットランドのアソル公爵家では長男はジェームズ側に、次男は政府側について一族の保身を図ったという。結果としてジェームズの反乱は失敗に終わったために次男がアソル公爵家を継ぐこととなった。
スティーブンソンはこの史実を題材にし、時代をジェームズ党の反乱ではなくその息子のチャールズによるブリテン島上陸に変えて物語の舞台とした。チャールズは1745年に王位を要求して支持者とともにブリテン島に上陸したのである。
物語では史実のアソル公爵家と同じように架空の貴族であるダリスディア領主（デューリー家）の長男ジェームズ（バラントレーの若殿）が反乱側に、次男ヘンリーが政府側につく。そして、ここから2人の確執が始まり物語が展開していく。

## 日本語訳
- 『バラントレイ家の世嗣』 中野好夫・相良次郎訳、河出書房「新世界文學全集」、1940年、改訂版1951年
- 『バラントレイの若殿』 西村孝次訳、八雲書店、1948年／角川文庫、1954年
  - 復刻版『スティーヴンソン作品集（6）』 文泉堂出版、1999年
- 『バラントレイ卿』 清水俊二訳、雄鶏社、1953年
- 『バラントレーの若殿』 海保眞夫訳、岩波文庫、1996年、再版2010年